# بی۷ای ریوسی
B7A Ryusei (به انگلیسی: Aichi_B7A) یک هواگرد از نوع هواگرد اژدرافکن و بمب افکن شیرجه رو ساخت شرکت آیچی کوکوکی KK است. هواگرد B7A Ryusei نخستین پروازش را در 1942 میلادی انجام داد. در مجموع، تعداد 114 فروند از این هواگرد ساخته شده‌است.